# رودولف غيليش
رودولف غيليش (بالألمانية: Rudolf Gellesch)‏ (مواليد 1 مايو 1914) هو لاعب كرة قدم. يلعب مع منتخب ألمانيا لكرة القدم. سبق له أن لعب في كأس العالم لكرة القدم مع منتخب بلاده.

## روابط خارجية
- رودولف غيليش على موقع IMDb (الإنجليزية)
- رودولف غيليش على موقع كينوبويسك (الروسية)

- رودولف غيليش على موقع الاتحاد الدولي (مؤرشف)  (الإنجليزية)
- رودولف غيليش على موقع قاعدة بيانات كرة القدم.إي يو (الإنجليزية)
- رودولف غيليش على موقع بيانات كرة القدم. دي إي (الألمانية)
- رودولف غيليش على موقع ناشيونال فوتبول تيمز (الإنجليزية)
- رودولف غيليش على موقع Soccerway.com (الإنجليزية)
- رودولف غيليش على موقع عالم كرة القدم.نت (الإنجليزية)
- رودولف غيليش على موقع أوليمبيديا (الإنجليزية)